# Gloeospermum blakeanum
Gloeospermum blakeanum är en violväxtart som först beskrevs av Paul Carpenter Standley, och fick sitt nu gällande namn av W.H.A. Hekking. Gloeospermum blakeanum ingår i släktet Gloeospermum och familjen violväxter. Inga underarter finns listade i Catalogue of Life.